# فرانسیس مور لاپه

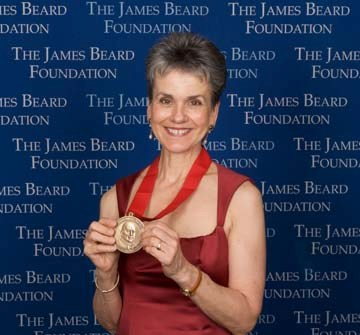
لاپه پس از دریافت «جایزهٔ بشردوستی سال جیمز برد» در سال ۲۰۰۸

فرانسیس مور لاپه (انگلیسی: Frances Moore Lappé؛ تلفظ صحیح: فرانسیس مور لاپـِـی؛ ‏ زادهٔ ۱۰ فوریهٔ ۱۹۴۴) پژوهشگر، نویسنده، کنشگر و سخنران اهل ایالات متحده آمریکا است که در زمینهٔ سیاست‌گذاری‌های غذایی و دموکراسی فعالیت دارد. وی مؤلف ۱۹ کتاب و از جمله کتاب مشهور رژیم غذایی برای سیاره‌ای کوچک با فروشی بیش از ۳ میلیون نسخه است که مؤسسه اسمیتسونین موزه ملی تاریخ آمریکا آن را «یکی از تأثیرگذارترین رساله‌های سیاسی زمانه» توصیف نمود. او بنیان‌گذار سه سازمان است که کارشان تجسس دربارهٔ ریشه‌های گرسنگی، فقر و بحران‌های محیط‌زیستی و ارائه راه‌کارهایی برای حل این مشکلات است. وی مدتی کوتاه در دانشگاه کالیفرنیا، برکلی به تحصیل در رشتهٔ «مطالعات اجتماعی» پرداخته بود. فرانسیس مور لاپه در سال ۱۹۸۷ میلادی بابت «افشای علل سیاسی و اقتصادی گرسنگی در جهان و چگونگی کمک شهروندان به رفع آنها» برندهٔ جایزه زیست صحیح شد.
تاریخ‌نگار آمریکایی هوارد زین دربارهٔ او نوشت: «تعداد اندکی از افراد در هر نسلی، پیشگامان اندیشه، عمل و ذهن هستند که از موانع آز و قدرت عبور کرده و مشعلی روشنگر را برای بقیهٔ ما، بالا نگه می‌دارند. لاپه یکی از این افراد است.» واشینگتن پست در مقاله‌ای نوشت: «برخی از متفکران و فعالان درخشان قرن بیستم، زنان آمریکایی بوده‌اند - مارگارت مید، ژانت رانکین، باربارا وارد و دوروتی دی - که عهده‌دار جان بخشیدن و پدیدار ساختنِ حقایق اساسی زندگی ما شدند. فرانسیس مور لاپه یکی از این زنان است.» او از ۱۹ مؤسسهٔ عالی آموزشی از جمله دانشگاه میشیگان، کالج کنیون، کالج آلگنی، کالج گرینل و دانشگاه سان فرانسیسکو دکترای افتخاری دارد.